# Eerste divisie (1963/1964)
Eerste divisie (1963/1964) – drugi poziom rozgrywek piłkarskich w Holandii w sezonie 1963/1964. W lidze grało 16 drużyn. Awans zapewniły sobie dwa pierwsze kluby: Fortuna Sittard oraz Telstar.

## Tabela końcowa
| Pozycja | Zespół              | Mecze | Zwycięstwa | Remisy | Porażki | Gole strzelone | Gole stracone | Punkty | Bilans bramkowy | Awans/ spadek                                             |
| ------- | ------------------- | ----- | ---------- | ------ | ------- | -------------- | ------------- | ------ | --------------- | --------------------------------------------------------- |
| 1       | Sittardia           | 30    | 20         | 4      | 6       | 72             | 31            | 44     | +41             | Awans do Eredivisie.                                      |
| 2       | Telstar             | 30    | 16         | 7      | 7       | 44             | 24            | 39     | +20             | Awans do Eredivisie.                                      |
| 3       | SHS                 | 30    | 16         | 6      | 8       | 58             | 42            | 38     | +16             | Zmiana nazwy klubu na Holland Sport od przyszłego sezonu. |
| 4       | FC Eindhoven        | 30    | 16         | 4      | 10      | 62             | 42            | 36     | +20             |                                                           |
| 5       | Velox               | 30    | 13         | 10     | 7       | 49             | 42            | 36     | +7              |                                                           |
| 6       | De Volewijckers     | 30    | 14         | 7      | 9       | 54             | 41            | 35     | +13             |                                                           |
| 7       | Elinkwijk           | 30    | 13         | 8      | 9       | 60             | 52            | 34     | +8              |                                                           |
| 8       | DHC                 | 30    | 11         | 11     | 8       | 51             | 51            | 33     | 0               |                                                           |
| 9       | SBV Excelsior       | 30    | 11         | 10     | 9       | 48             | 51            | 32     | -3              |                                                           |
| 10      | Willem II           | 30    | 13         | 5      | 12      | 72             | 55            | 31     | +17             |                                                           |
| 11      | RBC Roosendaal      | 30    | 8          | 10     | 12      | 41             | 38            | 26     | +3              |                                                           |
| 12      | Veendam             | 30    | 10         | 6      | 14      | 47             | 59            | 26     | -12             |                                                           |
| 13      | Enschedese Boys     | 30    | 9          | 5      | 16      | 59             | 77            | 23     | -18             |                                                           |
| 14      | VVV                 | 30    | 7          | 9      | 14      | 38             | 66            | 23     | -28             |                                                           |
| 15      | Fortuna Vlaardingen | 30    | 5          | 4      | 21      | 25             | 60            | 14     | -35             | Spadek do Tweede Divisie.                                 |
| 16      | BVV                 | 30    | 3          | 4      | 23      | 27             | 76            | 10     | -49             | Spadek do Tweede Divisie.                                 |